# Novembre 1884

## Événements

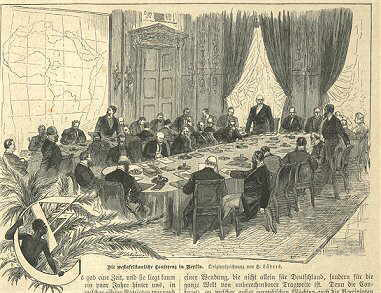
15 novembre : ouverture de la conférence de Berlin

- Japon : répression de la révolte de Chichibu. Des militants du « mouvement pour la liberté et les droits du peuple » s’appuyant sur la paysannerie endettée du nord du Kantō fomentent une insurrection.

- 3 novembre : la partie nord-est de la Nouvelle-Guinée est annexée par l’Allemagne sous le nom de Kaiser-Wilhems-Land.

- 4 novembre : élection du démocrate Bourbon Grover Cleveland comme président des États-Unis.

- 10 novembre
  - arrivée à Zanzibar de l’Allemand Carl Peters. Durant l'automne, il fait signer des traités aux chefs de l’intérieur.
  - Tunisie : le ministre résident obtient l’autorisation d’approuver la promulgation et la mise en exécution des lois tunisiennes.

- 15 novembre : la conférence de Berlin réunit 14 pays jusqu'au 25 février 1885. Elle réglemente la colonisation sur le continent entre les différentes puissances européennes, ainsi que la rivalité franco-belge au Congo. Liberté de navigation sur les fleuves Niger et fleuve Congo.

- 23 novembre : début du siège de Tuyen Quang (fin le 28 février 1885).

## Naissances
- 14 novembre : Camille Gutt, homme politique belge († 7 juin 1971).
- 19 novembre : Gaston Cyprès, footballeur Français († 18 août 1925).

## Décès
- 5 novembre : Édouard d'Huart, homme politique belge (° 15 août 1800).
- 11 novembre : Alfred Edmund Brehm, zoologiste et explorateur allemand (° 1829).
- 27 novembre : Léon Alègre, peintre, historien régionaliste et collectionneur français (° 14 décembre 1813).